# Hébergeur web
 (octobre 2022).

Répartition de la concentration des serveurs hôtes de l'Internet (2009).

Un hébergeur web (ou hébergeur internet) est une entreprise qui fournit l'hébergement sur Internet de systèmes informatiques divers, tels que sites web, stockage d'information, messagerie électronique, etc. à des personnes, associations, projets ou autres entités qui ne désirent pas le faire par leurs propres moyens. Cet hébergement se fait en général au sein d'un parc de serveurs informatiques qui bénéficie 24 heures sur 24 d'une connexion à Internet de haut débit pour offrir un accès rapide aux clients ou à tous les internautes selon le type de service rendu.

## Activité

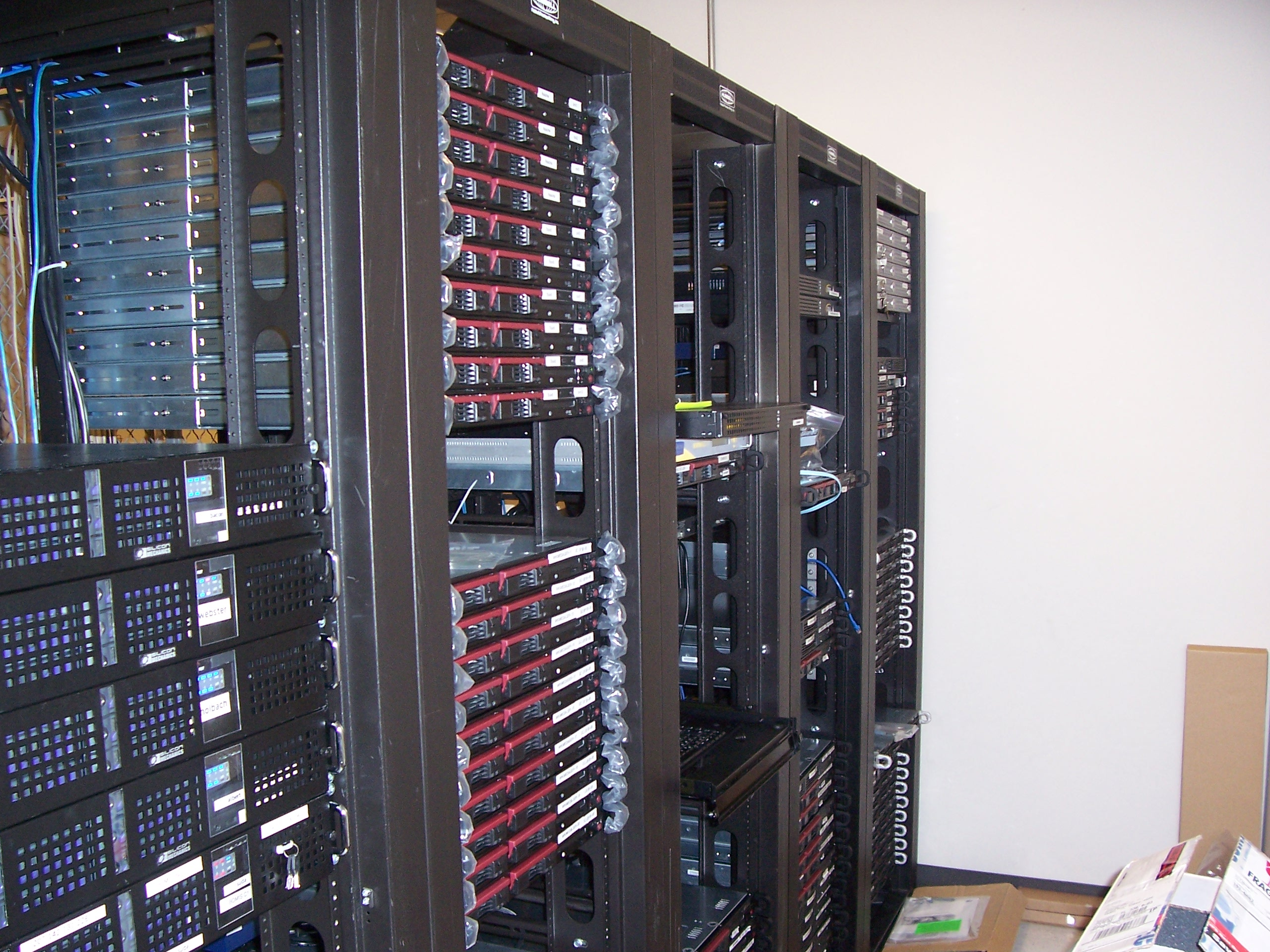
Serveurs de Wikimedia à Tampa, Floride.

La principale activité de l'hébergeur web consiste à installer ses serveurs, à les sécuriser (par une alimentation électrique ondulée, secourue par un groupe électrogène, une salle climatisée équipée de dispositifs anti-incendie), à les tenir à jour en installant les mises à jour de sécurité pour éviter les attaques malveillantes, à les réparer en cas de panne, à y installer les technologies logicielles souhaitées par les clients ou qu'il souhaite leur offrir (comme les langages de programmation internet et les modules supplémentaires de ces langages).
L'hébergement Internet trouve sa justification par diverses raisons parmi lesquelles :
- la nécessité de sécuriser le service hébergé ;
- la mise à disposition par le prestataire de ressources importantes (bande passante en téléchargement...) ;
- le conseil et les services de support associés.

## IP et DNS
Lorsqu'un visiteur demande une page à son navigateur web, celui-ci interroge des serveurs DNS pour connaître l'adresse IP du serveur hébergeant ce site. Dès qu'il obtient la réponse, le navigateur va interroger ce serveur et lui demander cette page. Le serveur web va alors chercher la page sur son ou ses disques durs (s'il s'agit d'une page statique), ou la fabriquer à l'aide d'un script (s'il s'agit d'une page dynamique), puis l'envoyer au navigateur, qui l'affiche sur l'écran du visiteur.
Il peut être important de localiser l'endroit où l'hébergeur a ses serveurs. La plupart des moteurs de recherche se basent aussi sur la localisation des serveurs afin d'effectuer le référencement d'un site Web.

## Catégories d'hébergement

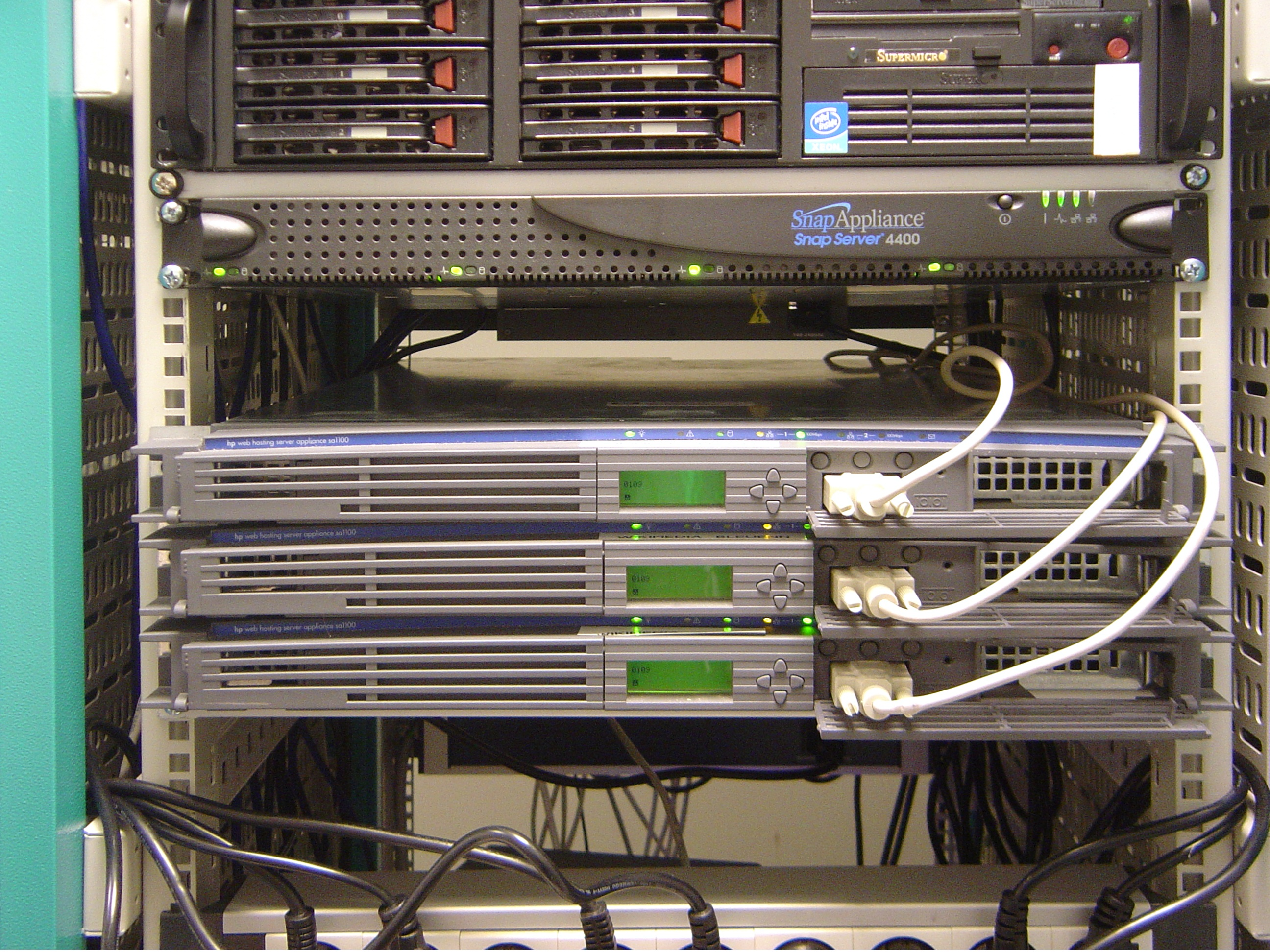
Exemple de serveurs montés en baie.

La plupart des hébergeurs sont payants. Il reste néanmoins quelques hébergeurs gratuits. Dans ce cas, les prestations gratuites sont souvent des offres d'appel pour les prestations payantes, plus riches en fonctionnalités et plus performantes.
Les entreprises font face à de nombreux challenges au niveau de l’hébergement de leurs infrastructures et applications informatiques. Tiraillées entre des exigences de performance vitales pour leur activité et des contraintes en matière de dépenses et d’investissements, elles se tournent le plus souvent vers des solutions privilégiant mutualisation et industrialisation. La virtualisation, l'« informatique dans les nuages » et les applications en mode SaaS sont de plus en plus envisagées comme des alternatives à l'hébergement interne.
La plupart des offres d'hébergement sont regroupées en grandes catégories :
- les hébergements partagés ou mutualisés : Chaque serveur héberge plusieurs sites, jusqu'à plusieurs milliers, et ce dans le but de mutualiser les coûts. Le principal avantage est le prix, le principal inconvénient est que le client mutualisé n'est pas l'administrateur du serveur, il est donc souvent tributaire du bon vouloir de l'hébergeur s'il souhaite une technologie particulière. Dans certaines configurations d'hébergement mutualisé, l'utilisateur peut être administrateur d'un serveur virtuel sur lequel son site est déployé. Il continue cependant à partager les ressources système avec les autres clients mutualisés ;
- les hébergements dédiés : Le client dispose de son propre serveur, et peut en général l'administrer comme il le souhaite, ce qui est le principal avantage de ce type d'offre. Le fournisseur du serveur reste cependant propriétaire du serveur. Les inconvénients sont : le prix beaucoup plus élevé que les hébergements mutualisés, et le besoin de compétences pour administrer la machine correctement.
- l'hébergement virtuel dédié via un hyperviseur offre au client la souplesse d'un dédié (le client administre sa machine à sa convenance) en lui fournissant une machine virtuelle qui utilise une partie des ressources d'un serveur (physique) par des techniques de virtualisation (informatique) ;
- dans le cas des hébergements dédiés dits « managés » avec « serveur dédié infogéré » ou « clés en main », le client dispose de son propre serveur mais les techniciens de l'hébergeur s'occupent de sa gestion système. Cette solution est parfaite si vous n'avez aucune connaissance technique sur son administration. Il suffit de déposer son site. Ce type d'hébergement cherche à s'adapter aux besoins ;
- la colocation : L'hébergeur met, dans son centre de traitement de données, un espace à disposition du client, de sorte qu'il puisse placer son propre serveur à l'intérieur (La plupart du temps dans des armoires spéciales nommées racks ou « baies »). L'hébergeur met également à disposition du client un câble d'alimentation électrique et un câble ethernet pour qu'il puisse alimenter et connecter son serveur à Internet. Ce système est censé coûter moins cher, puisque la location du serveur n'est pas comprise, mais les systèmes de sécurité et des badges dans les centres de traitement de données peuvent coûter plus cher que la location.

## Hébergement d'applications

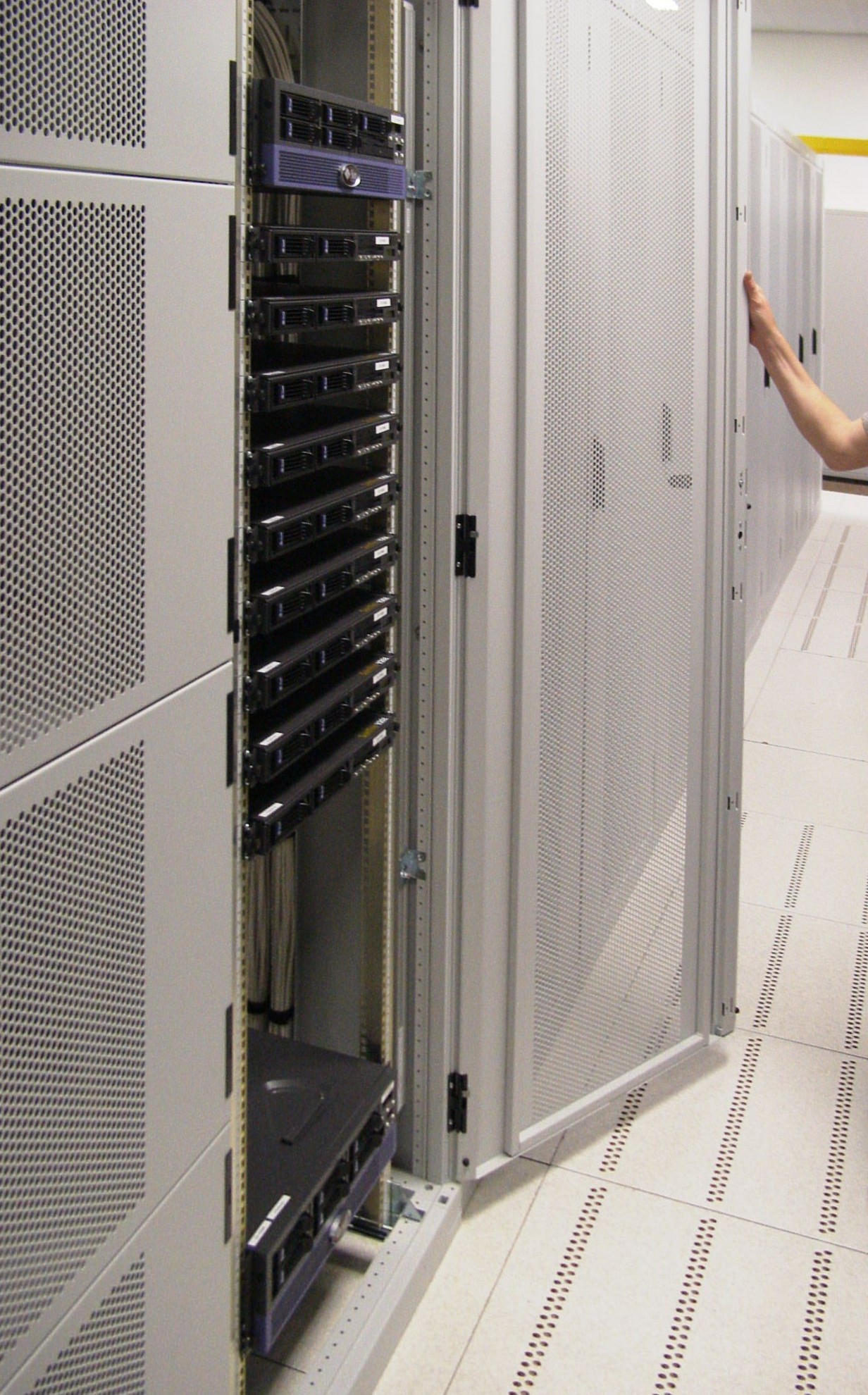
Des serveurs montés en baies espacées par des couloirs, typiques et fréquemment observés dans les centres d'hébergement

En 2009, selon une étude menée par MARKESS International auprès de 150 entreprises, les domaines applicatifs les plus concernés par l’hébergement externe sont les sites web et les portails, suivis des applications de gestion de la relation client, de ressources humaines, et les extranets. Dans une moindre proportion, car plus souvent gérées en direct par les directions informatiques, se trouvent les applications de messagerie, de sécurité, de stockage et sauvegarde. Viennent ensuite par ordre décroissant de citations mais très dépendants des secteurs d’activité concernés :
- les applications de commerce électronique (e-commerce), les intranets et applications collaboratives incluant non seulement des fonctionnalités de messagerie mais aussi d'agenda, de gestion de tâches, etc., et les applications de gestion de contenus ;
- les applications de gestion commerciale et de gestion des forces de vente, les PGI (Progiciel de Gestion Intégré), les applications de finance, de production, et les plates-formes de développement applicatif.

## Législation

### En France
En 2004, en France, le député Jean Dionis a présenté une loi qui impose aux hébergeurs de se doter de moyens capables de bloquer les sites comportant des contenus à caractère raciste ou pédopornographique. Ce mouvement législatif avait déjà été entamé par l'affaire Altern.org.
Si les hébergeurs ne sont plus en mesure de filtrer les informations qu'ils hébergent, ils ont néanmoins une obligation de prompte intervention concernant tout signalement de contenu illicite et autre.
Concernant les données de santé à caractère personnel, celles-ci sont régies par les dispositions :
- de l'article R. 1111-12 du décret no 2006-6 du 4 janvier 2006 ;
- des articles L. 1421-2 et L. 1421-3, relatifs au contrôle de l'Inspection générale des affaires sociales et des agents de l'État mentionnés à l'article L. 1421-1 : Les agents chargés du contrôle peuvent être assistés par des experts désignés par le ministre chargé de la santé.

### Au niveau international
Il n'existe pas en 2024 de lois internationales générales et consensuelles régissant les acteurs de l'espace informatique, il existe toutefois des lois en matière de cybercriminalité édictées par le traité de Budapest en novembre 2021 s'appuyant en grande partie sur le droit pénal international Convention sur la cybercriminalité . Un débat est toutefois ouvert dans les instance Onusiennes afin de trouver un accord international en matière de circulation de l'information sur l'Internet[réf. non conforme]. 

## Cybersécurité
Étant donné que les services d'hébergement Web hébergent des sites Web appartenant à leurs clients, la sécurité en ligne est une préoccupation importante. Lorsqu'un client accepte d'utiliser un service d'hébergement Web, il cède le contrôle de la sécurité de son site à l'entreprise qui l'héberge. Le niveau de sécurité qu'offre un service d'hébergement Web est extrêmement important pour un client potentiel et peut être une considération majeure lors de l'examen du fournisseur qu'un client peut choisir.
Les serveurs d'hébergement Web peuvent être attaqués par des utilisateurs malveillants de différentes manières, notamment en téléchargeant des logiciels malveillants ou du code malveillant sur un site Web hébergé. Ces attaques peuvent être menées pour différentes raisons, notamment le vol de données de carte de crédit, le lancement d'une attaque par déni de service distribué (DDoS) ou le spam.

## Gratuité
Cette section ne s'appuie pas, ou pas assez, sur des sources secondaires ou tertiaires indépendantes du sujet. Le texte peut contenir des analyses inexactes ou inédites de sources primaires.
Pour l'améliorer, ajoutez-en, ou placez des modèles {{Source secondaire souhaitée}} ou {{Source secondaire nécessaire}} sur les passages mal sourcés. (septembre 2023)
Un service gratuit offre des ressources limitées en espace de stockage ou en bande passante, mais ces ressources sont généralement suffisantes pour un site personnel ou associatif avec une fréquentation peu élevée. Bien qu'il n'ait pas à défrayer un coût monétaire, l'hébergé doit souvent faire une contribution à l'hébergeur : des publicités sont souvent ajoutées au site hébergé. Cependant, il existe des services gratuits qui n'affichent aucune publicité.